# Гојдертхајм
Гојдертхајм (фр. Geudertheim) насеље је и општина у источној Француској у региону Алзас, у департману Доња Рајна која припада префектури Стразбур Кампањ.
По подацима из 2011. године у општини је живело 2335 становника, а густина насељености је износила 207,19 становника/km². Општина се простире на површини од 11,27 km². Налази се на средњој надморској висини од 145 метара (максималној 188 m, а минималној 133 m).

## Демографија
| 1962. | 1968. | 1975. | 1982. | 1990. | 1999. | 2011. |
| ----- | ----- | ----- | ----- | ----- | ----- | ----- |
| 1.289 | 1.450 | 1.600 | 1.755 | 2.010 | 2.243 | 2.335 |

График промене броја становника у току последњих година